# アイ・キャント・ウェイト
『アイ・キャント・ウェイト』（I Can't Wait）は、1994年に発表されたイングヴェイ・マルムスティーンの1作目のミニ・アルバム。

## 概要
ミニ・アルバムとして日本限定で発売された。スタジオ演奏3曲と1994年3月16日の日本武道館でのライブ演奏2曲が収録され、「Power And Glory (Takada's Theme)」は高田伸彦のテーマ曲として作曲された。

## 収録曲
| 全作曲・編曲: イングヴェイ・マルムスティーン。 |                                                                                       |                                |                                |      |
| #                                              | タイトル                                                                              | 作詞                           | 作曲・編曲                     | 時間 |
| 1.                                             | 「アイ・キャント・ウェイト」(I Can't Wait)                                            | マイク・ヴェセーラ             | マイク・ヴェセーラ             | 5:05 |
| 2.                                             | 「アフターマス」(Aftermath)                                                           | イングヴェイ・マルムスティーン | イングヴェイ・マルムスティーン | 3:42 |
| 3.                                             | 「ライジング・フォース（ライヴ）」(Rising Force (Live))                               | ジョー・リン・ターナー         | ジョー・リン・ターナー         | 4:19 |
| 4.                                             | 「ファー・ビヨンド・ザ・サン（ライヴ）」(Far Beyond The Sun (Live))                   | (Instrumental)                 | (Instrumental)                 | 5:36 |
| 5.                                             | 「パワー・アンド・グローリー ～高田延彦のテーマ～」(Power And Glory (Takada's Theme)) | (Instrumental)                 | (Instrumental)                 | 4:26 |
| 合計時間:                                      | 合計時間:                                                                             | 合計時間:                      | 23:08                          |      |

## 参加者
- イングヴェイ・マルムスティーン	 - ギター、バッキング・ヴォーカル
- マイク・ヴェセーラ	 - 	ヴォーカル
- マッツ・オラウソン	 - 	キーボード、バッキング・ヴォーカル
- バリー・スパークス	 - 	ベース、バッキング・ヴォーカル
- マイク・テラーナ	 - 	ドラム、バッキング・ヴォーカル